# Distretto di Salyan (Azerbaigian)
Il distretto di Salyan (in azero: Salyan rayonu) è un distretto dell'Azerbaigian. Il suo capoluogo è Salyan.

## Comuni
- Abadkənd
- Alçalı
- Arbatan
- Aşağı Kürkəndi
- Aşağı Noxudlu
- Beştalı
- Bəydili
- Birinci Varlı
- Boranıkənd
- Cəngan
- Çuxanlı
- Dayıkənd
- Düzənlik
- Ərəbqardaşbəyli
- Həsənli
- İkinci Varlı
- Kərimbəyli
- Kür Qaraqaşlı
- Kürsəngi
- Marışlı
- Pambıqkənd
- Parça Xələc
- Peyk
- Piratman
- Qarabağlı
- Qaraçala
- Qardili
- Qızılağac
- Quyçu
- Sarvan
- Seyidan
- Seyidlər
- Seyidsadıqlı
- Şəkərli
- Şorsulu
- Təzəkənd
- Xələc
- Xıdırlı
- Xocalı
- Xurşud
- Yeni Uluxanlı
- Yenikənd
- Yolüstü
- Yuxarı Noxudlu

## Villaggi
- Arabbabirkhanly
- Bəşirbəyli
- Byandovan
- Çadırlı
- Chalovlu
- Chalovly
- Dzhangyan
- Gəncəli
- Gomuşçu
- Karakashly
- Khoshchobanly
- Kolanı
- Komsomol
- Mikhaylovskoye
- Musaly
- Qırx Çıraq
- Tutabag
- Varlı